# Клювоносая узкоротая змея
Клювоносая узкоротая змея (лат. Myriopholis macrorhyncha) — вид змей семейства узкоротые змеи.

## Внешний вид

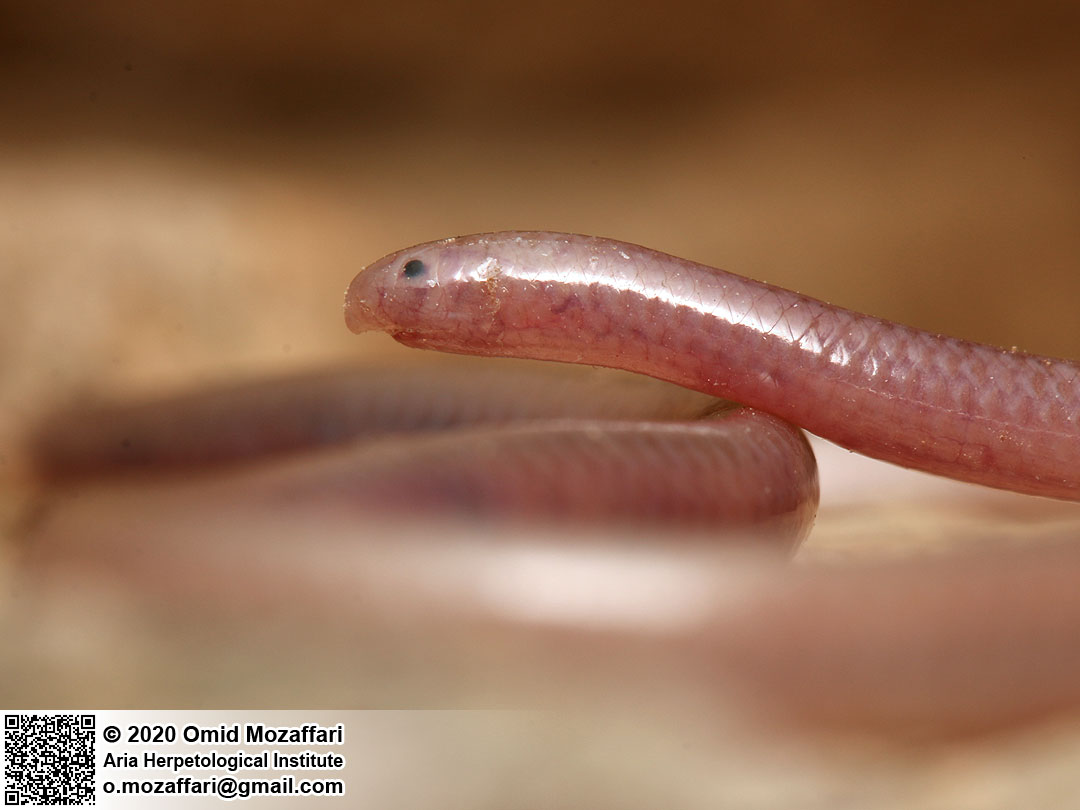
Видовое название macrorhyncha указывает на характерную форму кончика морды

Крохотная змея, достигающая общей длины 10—16 (редко до 20) см. Хвост слабо выражен, занимая около 8 % общей длины, сужается к конусовидному концу. Шейный перехват не выражен. Конец морды крючковатый. Глаза погружены под глазные щитки, просвечивая в виде тёмно-серых или чёрных пятен. Тело округлое в сечении, очень тонкое. Через розоватую кожу просвечивают внутренние органы.

## Распространение
Широко распространена в Передней Азии и Восточной Африке от Египта на западе через Израиль, Иорданию, Сирию, юго-восточную Турцию, Ирак и Иран до Пакистана и северо-западной Индии. На Аравийском полуострове встречается в Саудовской Аравии, Йемене, Омане и ОАЭ. На юг доходит до Кении и северной Танзании, встречаясь также в Сомали, Эфиопии и Судане.

## Образ жизни
Ведёт роющий образ жизни, обитая в рыхлых песчаных почвах в зонах средиземноморского климата, полупустынях и сухих саваннах. Часто встречается вблизи ферм и деревень. На поверхности появляется лишь ночью, и из-за скрытного образа жизни о биологии вида известно немного. Питается яйцами, куколками и имаго муравьёв и термитов. В мае самки откладывают по 3 удлинённых яйца небольших размеров.

## Природоохранный статус
Международный союз охраны природы отнёс клювоносую узкоротую змею к категории «вызывающих наименьшие опасения» как широко распространённый и не испытывающий серьёзных угроз численности вид.